# Informationsfunktion von Patenten
Die Informationsfunktion ist eine der beiden vom Gesetzgeber gewollten Grundfunktionen eines Patents. Bei der zweiten Grundfunktion handelt es sich um die (monopolähnliche) Schutzwirkung (vor Nachahmung des Patentgegenstands durch unbefugte Dritte).
Das im Folgenden zur Informationsfunktion von Patenten Gesagte gilt prinzipiell auch für das „kleine Patent“, das Gebrauchsmuster.

## Gesetzliche Grundlagen
Gesetzliche Grundlage für die (monopolähnliche) Schutzfunktion des Patents sind § 9 und § 10PatG. Dieser Effekt eines Patents ist allgemein bekannt.
Weniger bekannt ist die – unter volkswirtschaftlichen Gesichtspunkten eigentlich wichtigere – zweite Grundfunktion, nämlich die Informationsfunktion. Danach soll das Patent – in Gestalt der druckschriftlich publizierten Patentschrift – jeden Interessenten möglichst genau und umfassend über die betreffende Erfindung in Kenntnis setzen. Gesetzliche Grundlage hierfür ist § 34 Abs. 4 PatG.

## Zwei Varianten der Informationsfunktion
Genau genommen muss die Informationsfunktion in zwei Varianten unterteilt werden: a) Unterrichtung eines (berechtigten) Dritten (aktueller oder potenzieller Lizenznehmer), der die gewerbliche Benutzung der Erfindung anstrebt, z. B. durch Herstellung und Vertrieb des patentierten Produkts, und b) Information der Allgemeinheit, d. h. in der Regel der interessierten Branche, über den auf dem jeweiligen Fachgebiet erreichten Stand der Technik.
Dass der Informationszweck a) vom Gesetzgeber gewollt ist, lässt sich unmittelbar dem Gesetzeswortlaut des § 34 Abs. 4 PatG entnehmen, wo es heißt: „Die Erfindung ist in der (Patent-)Anmeldung so deutlich und vollständig zu offenbaren, dass ein Fachmann (auf dem betreffenden technischen Gebiet) sie ausführen kann.“ Dagegen kommt der nicht minder wichtige Informationszweck b) im Gesetzestext nicht wörtlich zum Ausdruck. Er wird aber aus der Gesamtheit des Patentgesetzes und vor dem Hintergrund der marktwirtschaftlichen Grundordnung deutlich. Die Verleihung eines Ausschließlichkeitsrechts (insbesondere Verbotsrechts) auf eine Erfindung durch Erteilung eines Patents stellt nämlich eine Durchbrechung des geltenden Prinzips der freien Marktwirtschaft dar. Sie lässt sich daher – als Ausnahme – nur durch den in § 34 Abs. 1 und 2 PatG normierten Anmeldeakt rechtfertigen, der eine detaillierte Preisgabe der Erfindung zum Zwecke der Veröffentlichung bedeutet: Gemäß § 32 Abs. 1 Nr. 1 und 2 PatG veröffentlicht das Deutsche Patent- und Markenamt (DPMA) die Offenlegungsschriften und die Patentschriften. Bei der so genannten Offenlegungsschrift handelt es sich um die beim DPMA eingereichten und von diesem gemäß § 31 Abs. 2 Nr. 2 PatG 18 Monate nach dem für die Anmeldung maßgebenden Zeitpunkt veröffentlichten Anmeldungsunterlagen, § 32 Abs. 2 Satz 1 PatG. Die Offenlegungsschrift ist – ebenso wie die Patentschrift – als eine öffentliche Druckschrift im Sinne von § 3 Abs. 1 PatG zu werten.
Generell wird man freilich davon ausgehen können, dass, wenn eine Erfindung in der Patentanmeldung (bzw. Patentschrift) so deutlich und vollständig offenbart ist, dass ein Fachmann sie ausführen kann (§ 34 Abs. 4 PatG), regelmäßig auch dem Informationszweck in seiner Zielrichtung b) genügt wird, nämlich der Unterrichtung der Allgemeinheit.

## Tendenz
Während seit Beginn des Industriezeitalters in der zweiten Hälfte des 19. Jahrhunderts über lange Jahrzehnte das Für und Wider des seinerzeit neu geschaffenen Patentsystems überwiegend unter dem Aspekt der Monopolwirkung diskutiert worden war, mehren sich in jüngerer Zeit die Stimmen, die für eine stärkere Gewichtung der Informationsfunktion, und zwar in ihrer Ausprägung Unterrichtung der Allgemeinheit, plädieren.
Ein sehr wichtiger Schritt in Richtung Stärkung des Bewusstseins für die Informationsfunktion von Patenten wurde getan durch ein von der Bundesregierung in Auftrag gegebenes Forschungsvorhaben des Fraunhofer-Instituts für Systemtechnik und Innovationsforschung (ISI), Karlsruhe, mit der Bezeichnung „Erschließung der Informationsfunktion von Patenten und Gebrauchsmustern für kleine und mittlere Unternehmen.“

## Wirtschaftliche Bedeutung der Informationsfunktion
Die Informationsfunktion von Patenten wird heute im Marktgeschehen vielfach (nur) dazu benutzt, dem durch ein fremdes Patent in seinen Aktivitäten behinderten Wettbewerber einschlägiges druckschriftliches „Material“ für einen Einspruch oder eine Nichtigkeitsklage gegen das „störende“ fremde Patent zu liefern. Hierauf sollte aber der Wert der Informationsfunktion keinesfalls reduziert werden. Vielmehr ist die Bedeutung der in ihrer Effizienz ständig zunehmenden Informationsfunktion vornehmlich darin zu sehen, dass sie in optimaler Weise geeignet ist, den Unternehmen technisches Wissen in anwendungsgerechter Form zu verschaffen. So könnte die Informationsfunktion einerseits solchen Unternehmen, die bereits auf einem bestimmten technischen Sektor tätig sind, helfen, sich ständig auf der Höhe des für sie relevanten Standes der Technik zu halten. Andererseits würde sie es aber auch neugegründeten Unternehmen oder Unternehmenssparten ermöglichen, sich in dem jeweiligen technischen Neuland schnell und unter vertretbarem Kostenaufwand zurechtzufinden.

## Optimale Nutzung der Informationsfunktion in der Industrie?
Während über die große Bedeutung der Informationsfunktion im wissenschaftlichen Schrifttum, wie auch in maßgebenden politischen Kreisen im Großen und Ganzen Einigkeit besteht, herrschen bei der Zielgruppe, der die Informationsfunktion zugutekommen könnte und sollte, nämlich der Industrie, noch weitgehend Unkenntnis und Desinteresse vor. Ein Grund dafür mag darin zu suchen sein, dass der einzelne Unternehmer (verständlicherweise) in erster Linie betriebsbezogen denkt und deshalb für ihn – sofern er überhaupt an Patenten interessiert ist – deren monopolähnliche Wirkung im Vordergrund steht. Demgegenüber liegt die Bedeutung der von Patenten ausgehenden Informationsfunktion eher auf volkswirtschaftlicher Ebene. So zeigt es sich in der Praxis immer wieder, dass sich die Unternehmen ihre technischen Informationen überwiegend auf Fachmessen und durch bestehende Kontakte zu Lieferanten und Kunden sowie allenfalls noch durch Bezug von Fachzeitschriften beschaffen. Eine Informationsbeschaffung unter Vernachlässigung der Patentschriften als wichtiger Quelle technischen Gedankenguts muss aber beinahe zwangsläufig zu einem trügerischen und daher gefährlichen Gefühl scheinbar lückenloser Kenntnis des einschlägigen Standes der Technik führen. Als umso schmerzlicher erweist sich dann für den Erfinder bzw. Patentanmelder nicht selten die Desillusionierung durch das Patentamt, wenn nämlich der Prüfer einen die Erfindung vorwegnehmenden „papierenen“ Stand der Technik präsentiert, der dem sich technisch umfassend informiert wähnenden Erfinder bzw. Patentanmelder bisher völlig unbekannt war. Angesichts der geschilderten Sachlage gilt es, die Nutzung der Patentinformation durch die Unternehmen zu fördern und zu verbessern.

### Die Patent-Informationsrecherche
Während die Frage nach dem „Wann“ verhältnismäßig leicht zu beantworten ist – die Patent-Informationsrecherche sollte tunlichst vor Beginn eines Forschungs- und Entwicklungsprojekts vorgenommen werden –, bereitet es offenbar Schwierigkeiten, die Patent-Informationsrecherche so durchzuführen, dass sie einerseits effizient ist und andererseits vom Auftraggeber (z. B. dem technischen Geschäftsführer eines Industrieunternehmens) unter noch vertretbarem Zeitaufwand ausgewertet werden kann. Hierfür ist eine möglichst präzise Definition des jeweiligen Recherchenziels wünschenswert. Nicht weniger bedeutsam ist das Erfordernis einer „anwenderfreundlichen“ Berichtsform bei der Konzeption der Patent-Informationsrecherche. Als wenig optimal erweist sich allerdings eine in der Praxis nicht selten anzutreffende Vorgehensweise technischer Geschäftsführer oder Entwicklungsleiter, durch untergeordnete Mitarbeiter (so genannte Rechercheure) eine Selektion der ermittelten Schriften vornehmen und das Recherchenergebnis in Form eines „strukturierten Kurzberichts“ aufbereiten zu lassen, in dem die einzelnen ermittelten Patentschriften nurmehr „durch etwa zwei bis vier Sätze“ hinsichtlich ihres technischen Inhalts ausgewertet werden. Unbedingt vermieden werden sollte jedenfalls eine (auch nur teilweise) Delegierung der Auswertung der Informationsrecherche an den Rechercheur dergestalt, dass dieser bei den einzelnen Schriften eine inhaltliche Zusammenfassung auf nur wenige Sätze vornehmen soll. Denn bei einer derartigen Kürzung des technischen Inhalts der Patentschrift kann es naturgemäß nicht ausbleiben, dass zahlreiche Informationen als scheinbar unwichtig aussortiert werden, auf die es der verantwortlichen technischen Führungskraft unter Umständen gerade besonders ankommen würde.

### Inhaltlicher Aufbau der Patentschrift
Die geschilderten Probleme bei der Nutzung der Informationsfunktion könnten zumindest teilweise auf den formellen Aufbau einer Patentschrift zurückzuführen sein und auf die vielleicht damit zusammenhängende Unfähigkeit der betreffenden Kreise, die in der Patentschrift enthaltenen wertvollen Informationen auszuschöpfen. Um sich die Informationen der Patentschrift optimal zunutze zu machen, sollte der technische Fachmann vorrangig die geschilderten „Ausführungsbeispiele“ – im Falle von gegenständlichen Patenten handelt es sich hierbei um die Zeichnungen und die so genannte Figurenbeschreibung – sorgfältig zur Kenntnis nehmen. Zwar enthalten auch die so genannten Patentansprüche nur technische Informationen. Ihre Formulierung hat aber, um dem Schutzzweck des Patents gerecht zu werden, zwangsläufig zugleich juristischen Erfordernissen zu folgen, die gewisse Abstraktionen notwendig machen können.

## Die Bedeutung der Patentbehörden und -anwälte
Im Zusammenhang mit der Informationsfunktion der Patentliteratur muss im Übrigen die nicht unerhebliche wirtschafts- und gesellschaftspolitische Bedeutung der Patentanwälte gesehen werden, denen es obliegt, den Text der Patentschrift zu formulieren. Hervorzuheben ist aber auch die nicht minder bedeutsame Aufgabe der nationalen und internationalen Patenbehörden, die Patente hinsichtlich deren technischer Inhalte immer wieder – unter minuziöser Feineinteilung in Sektionen, Klassen, Unterklassen, Gruppen und Untergruppen – zu klassifizieren, um auf diese Weise einen problemlosen Zugriff auf das jeweilige technische Fachgebiet zu ermöglichen.

## (Weitere) Förderung der Informationsfunktion
Nach einhelliger Auffassung von Wirtschaft und Politik setzt die Erhaltung und Verbesserung der Informationsfunktion im Übrigen voraus, dass die interessierten industriellen Kreise sich nicht nur – passiv – informieren, sondern darüber hinaus auch aktiv als Patentanmelder ihrer eigenen Erfindungen betätigen.